# Skänninge
Skänninge is een stad in de gemeente Mjölby in het landschap Östergötland en de provincie Östergötlands län in Zweden. De stad heeft 3242 inwoners (2005) en een oppervlakte van 274 hectare. Skänninge wordt doorkruist door de spoorlijn van Mjölby naar Motala, ook stroom de Skenårivier door het stadje. Het is een kruising van regionale wegen en staat in goede verbinding met de E4

## Verkeer en vervoer
Bij de plaats lopen de Riksväg 32, Riksväg 50 en Länsväg 206.
De stad heeft een station aan de spoorlijn via de Bergslagen.

## Geboren
- Adolf Fredrik Lindblad (1801-1878), componist
- Bernhard Britz (1906 - 1935), wielrenner